# Iulian Comănescu
Iulian Comănescu (n. 8 noiembrie 1966, Suceava) este un analist media român.
A fost, pe rând, redactor, redactor-șef, producător executiv la Pro TV (1996-1998), redactor-șef adjunct la Unica (1999-2003), senior editor la TVmania (2003), redactor-șef la Realitatea TV (2004), editor mass media la Evenimentul Zilei (2005-2006). În prezent este managing partner la Comănescu SRL (consultanță media), iar printre clienții săi se numără  Coca-Cola România și OMV Group/Petrom.

## Istoric
Iulian Comănescu a fost admis la facultatea de mecanică, în 1987. În domeniul jurnalisticii a debutat, la o revistă studențească, cu un articol despre faptul că e sesiune de examene și că preferă să scrie respectivul articol decât să învețe.
A renunțat la Politehnică în 1991 și s-a făcut ziarist, meserie care l-a dus în diferite birouri ale unor reviste și televiziuni cunoscute precum Dreptatea, Libertatea, Pro TV, Unica, Evenimentul Zilei și Realitatea TV.

## Cărți publicate
Cum să devii un nimeni. Mecanismele notorietății, branduri personale și piața media din România este o carte semnată Iulian Comănescu și lansată de Editura Humanitas ca prim volum din seria Spații publice, la Bookfest, pe 21 iunie 2009.
Volumul este o trecere în revistă a pieței media din România, scrisă de un insider al ei, și se adresează mai ales specialiștilor în comunicare, studenților de la facultățile de profil și publicului inteligent, preocupat de imagine, celebritate și modul în care sistemul media se întrepătrunde cu politicul, în România. Structura include un capitol despre celebritate și branduri personale, un altul despre piața media clasică (presă scrisă, televiziuni), o incursiune în lumea new media (internet, interactiv) și un Glosar de Romgleză care explică un număr de termeni preluați spontan în limbajul diferitelor discipline și industrii legate de comunicare.

## Volume colective
- Primul meu job, coord. de Florin Dumitrescu - Zoltán András, Artan, Ion Barbu, Petre Barbu, T.O. Bobe, Marius Chivu, Iulian Comănescu, Gianina Corondan, Marius Cosmeanu, Raluca Dincă, Luca Dinulescu, Florin Dumitrescu, Bogdan Iancu, Mihai Iordache, Lorena Lupu, Andra Matzal, Cezar Paul-Bădescu, Antoaneta Ralian, Costi Rogozanu, Dan Sociu, Ionuț Sociu, Bogdan-Alexandru Stănescu, Robert Șerban, Felix Tătaru, Luiza Vasiliu; Ed. Art, 2011;
- De la Waters la Similea. Oameni cool scriu despre muzica lor, coord. de Radu Paraschivescu - Cosmin Alexandru, Iulian Comănescu, Andrei Crăciun, Adrian Georgescu, Gabriela Massaci, Călin-Andrei Mihăilescu, Dan C. Mihăilescu, Andi Moisescu, Radu Naum, Radu Paraschivescu, Oana Pellea, Alexandra Rusu, Robert Șerban, Cătălin Ștefănescu; Ed. Humanitas, 2013;